# ブルーフハウゼン＝フィルゼン
ブルーフハウゼン＝フィルゼン (ドイツ語: Bruchhausen-Vilsen, 低地ドイツ語: Brooksen-Vilsen) は、ドイツ連邦共和国ニーダーザクセン州ディープホルツ郡に属すフレッケンである。ブルーフハウゼン＝フィルゼンは州認定のルフトクアオルト（空気の清浄な保養地）であり、ザムトゲマインデ・ブルーフハウゼン＝フィルゼンの本部所在地である。

## 地理
ブルーフハウゼン＝フィルゼンは、ブレーメンの南約 30 km、ハンブルクの南西約 100 km、ハノーファーの北西約 70 km に位置している。

### 自治体の構成
この町には以下の地区が属している: ベルクセン、ブルーフハウゼン、ブルーフヘーフェン、ブルーフミューレン、ディレ、エンゲルン、ゲールベルゲン、ハイリゲンベルク、ホムフェルト、モール、ネンドルフ、オクトマナニーエン、エルディングハウゼン、リートハウゼン、ショーレン、シュターペルスホルン、ジューシュテット、ユンツェン、フィルゼン、ヴェーゼロー、ヴェプゼ

## 歴史

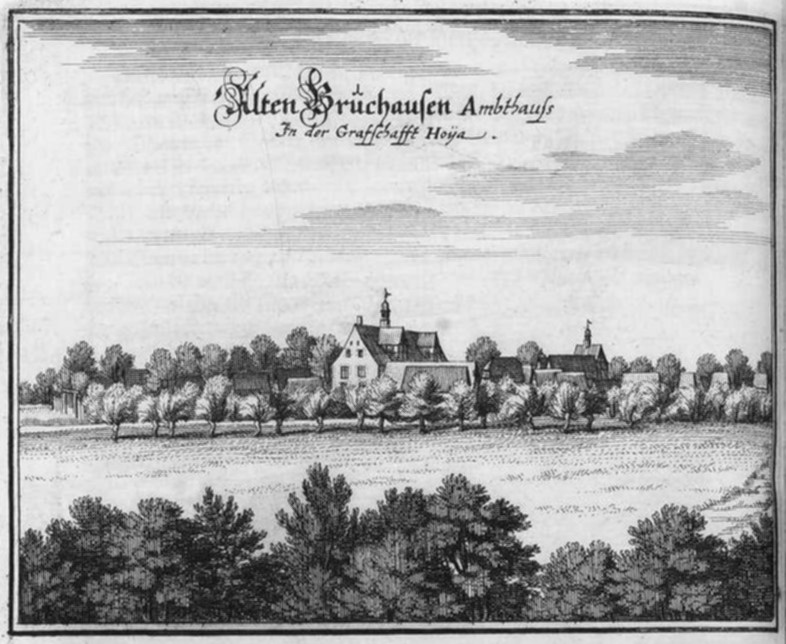
1654年/1658年に出版されたマテウス・メーリアンの銅版画に描かれたブルーフハウゼン

ブルーフハウゼン＝フィルゼンは、元々3つのフレッケン、すなわちモール、フィルゼン、ブルーフハウゼンから創設された。ブルーフハウゼンは1189年、フィルゼンは1227年に最初の記録が遺されている。ブルーフハウゼンはかつてはアルテンブルーフハウゼンとも呼ばれていた。これは近くに位置するノイブルーフハウゼン（現在はバッスムの地区）と区別するためであった。1654年/1658年の「Topographia Ducatus Brunswick et Lüneburg」には Bruchhausen と表記されている。ブルーフハウゼン＝フィルゼンは1976年にルフトクアオルト（空気の清浄は保養地）に認定された。1983年から1988年までブルーフハウゼン＝フィルゼンでは毎年聖霊降臨祭にブルーフハウゼン＝フェスティバルが開催されていた。

### 町村合併とフレッケンの形成
1870年にモールとブルーフハウゼンがブルーフハウゼンに統合された。フレッケン・ブルーフハウゼンとフィルゼンは1929年に合併してフレッケン・ブルーフハウゼン＝フィルゼンとなった。1974年3月1日、それまで独立した町村であったベルクセン、ホムフェルト、ヴェプゼが合併した。ブルーフハウゼン＝フィルゼンは1974年からザムトゲマインデ・ブルーフハウゼン＝フィルゼンの行政機関所在地となった。2011年11月1日にエンゲルンが、2016年11月1日にジューシュテットが、どちらも吸収合併ではなく2度に渡ってフレッケン・ブルーフハウゼン＝フィルゼンが新設される形で統合された。

## 住民

### 人口推移
| 年         | 1961  | 1970  | 1987  | 1992  | 1997  | 2002  | 2007  | 2008  | 2009  | 2010  | 2011  | 2016  | 2018  |
| ---------- | ----- | ----- | ----- | ----- | ----- | ----- | ----- | ----- | ----- | ----- | ----- | ----- | ----- |
| 人口（人） | 3,078 | 3,483 | 5,022 | 5,360 | 6,113 | 6,138 | 6,009 | 6,005 | 5,944 | 5,926 | 6,986 | 8,837 | 8,841 |

（1961年: 6月6日、1970年: 5月27日、1987年以降: 12月31日）

## 行政

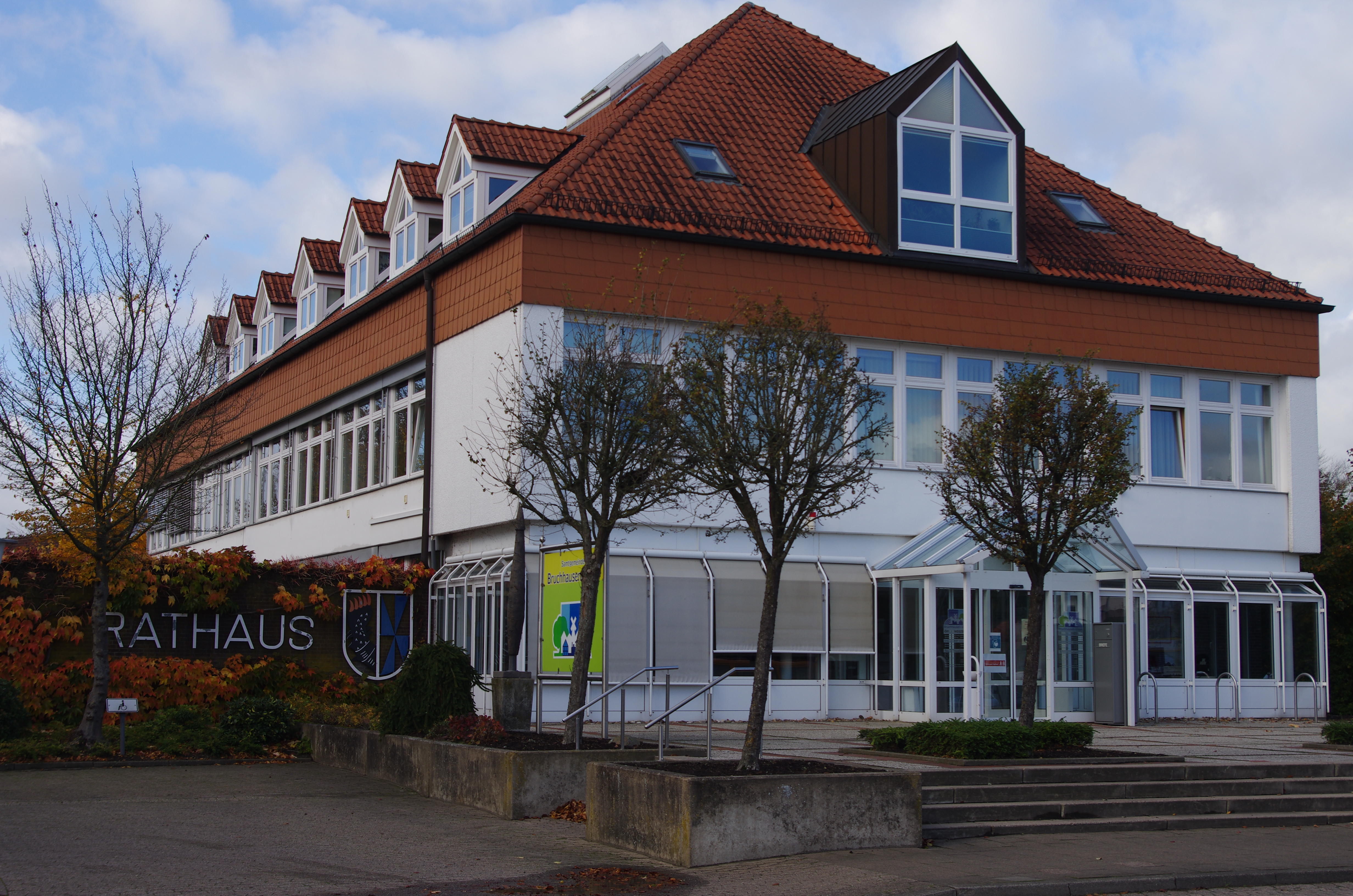
ブルーフハウゼン＝フィルゼンの町役場

### 議会
ブルーフハウゼン＝フィルゼンの町議会は25議席からなる。

### 紋章
図柄: 左右二分割。向かって左側は金地に、赤い爪を持ち直立した黒い熊の腕・向かって右側は銀色と青に4回ずつ放射状に塗り分けられている。

### 姉妹自治体
ブルーフハウゼン＝フィルゼンはニーダーザクセン/ブレーメン自治体連合に加盟している。

## 文化と見所

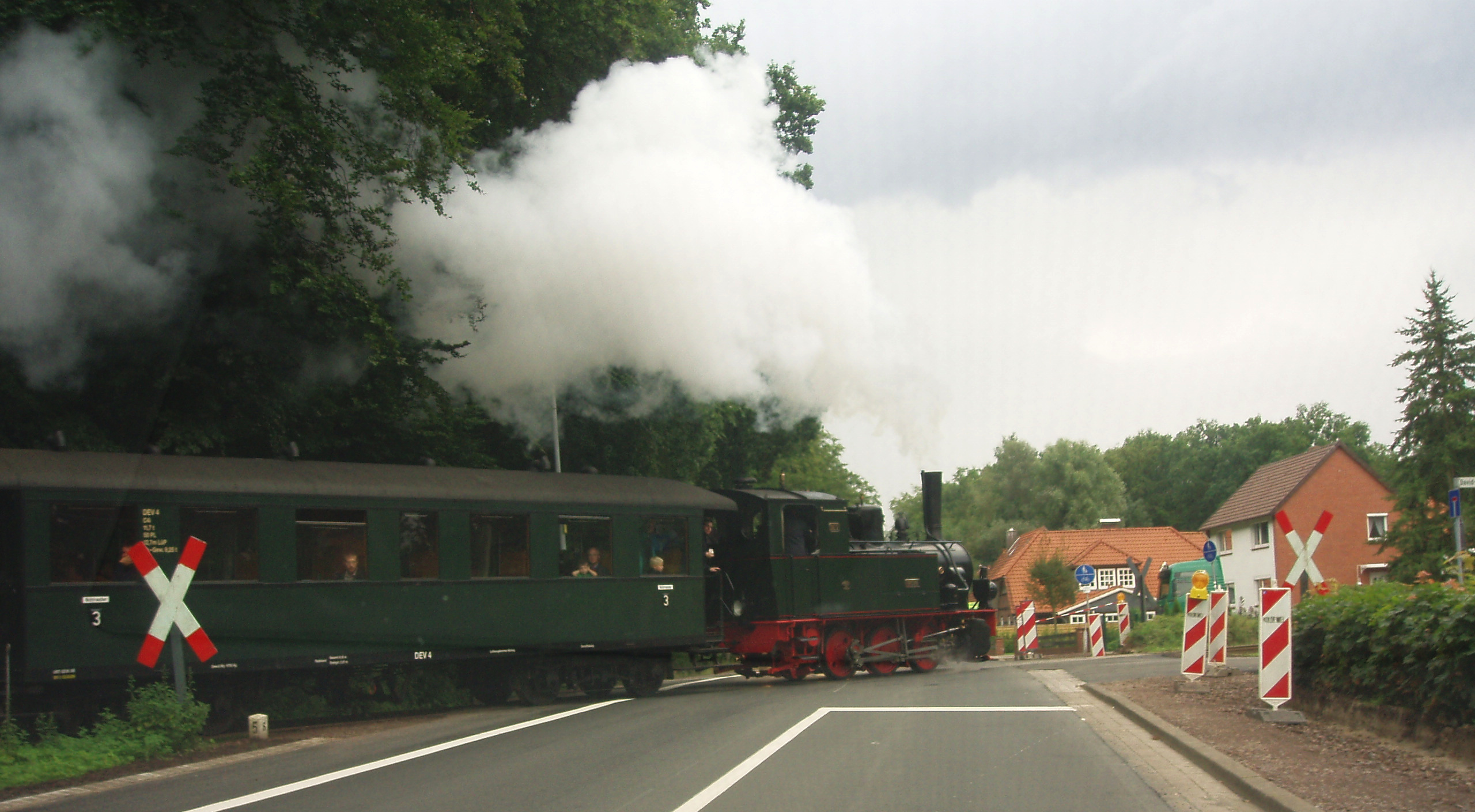
ブルーフハウゼン＝フィルゼン付近を走行中の保存鉄道

### 博物館
ドイツで最初の保存鉄道は、1966年からドイツ鉄道協会が運営しており、5月1日から10月3日までの週末にブルーフハウゼン＝フィルゼンからアーゼンドルフまで歴史的な車両で運行している。特に子供に人気なのがアドヴェントの週末に運行されるニコラウス号である。営業日には、軽便鉄道に関する様々なテーマの展示を行っている展示室や、大規模な車両コレクション（約100輌）を見学することができる。

### 教会
フィルゼンの聖キリアクス教会は、ロマネスク様式で建てられた教会である。この教会は1227年に初めて記録されており、ハイリゲンベルク修道院に属していた。
ブルーフハウゼンにはバルトロメウス教会がある。この教会は現在のブロクザー・ハイラーツマルクト（市場）の前身にあたるバルトロメウス＝マルクトにちなんで命名された。

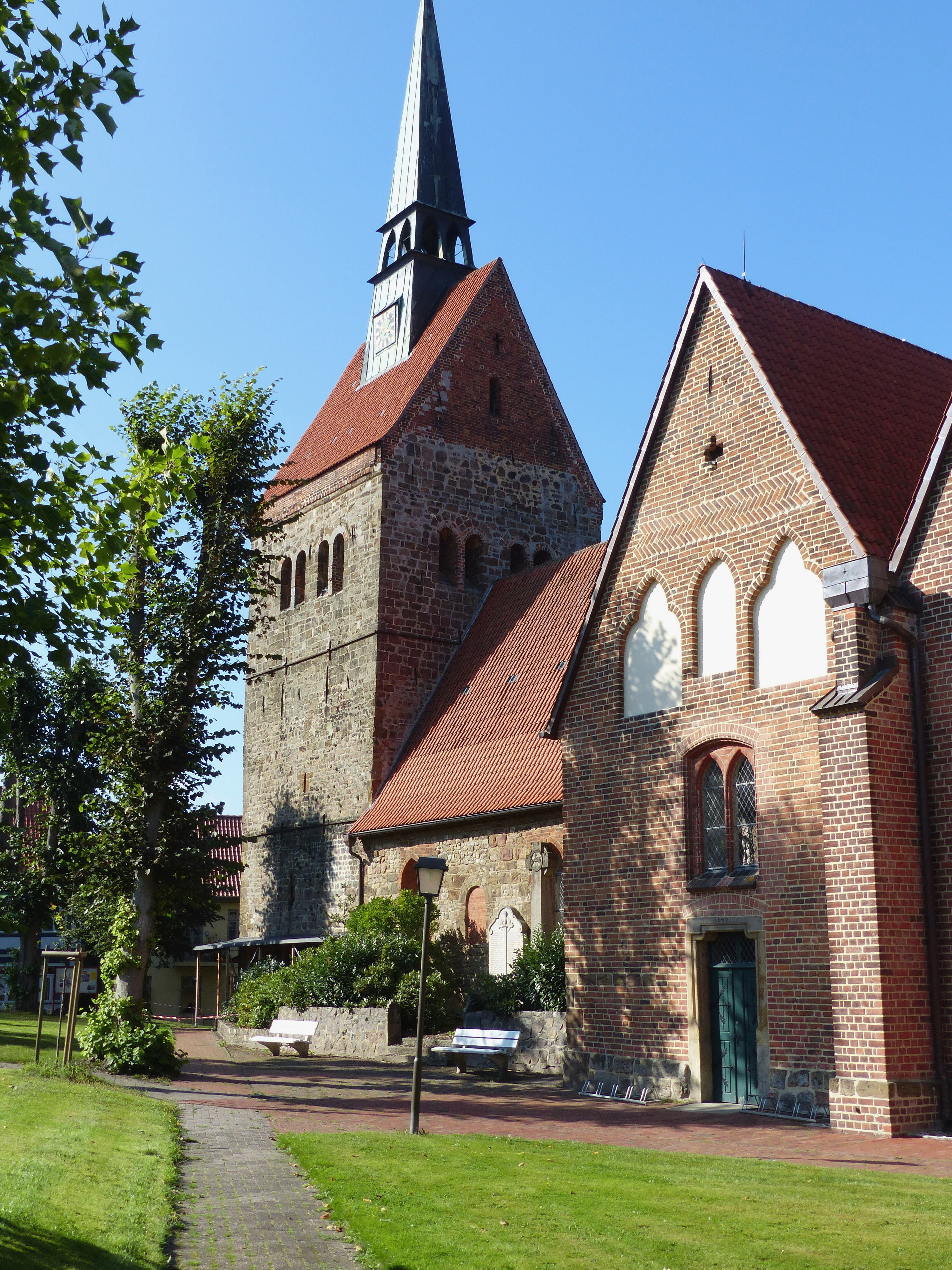
聖キリアクス教会
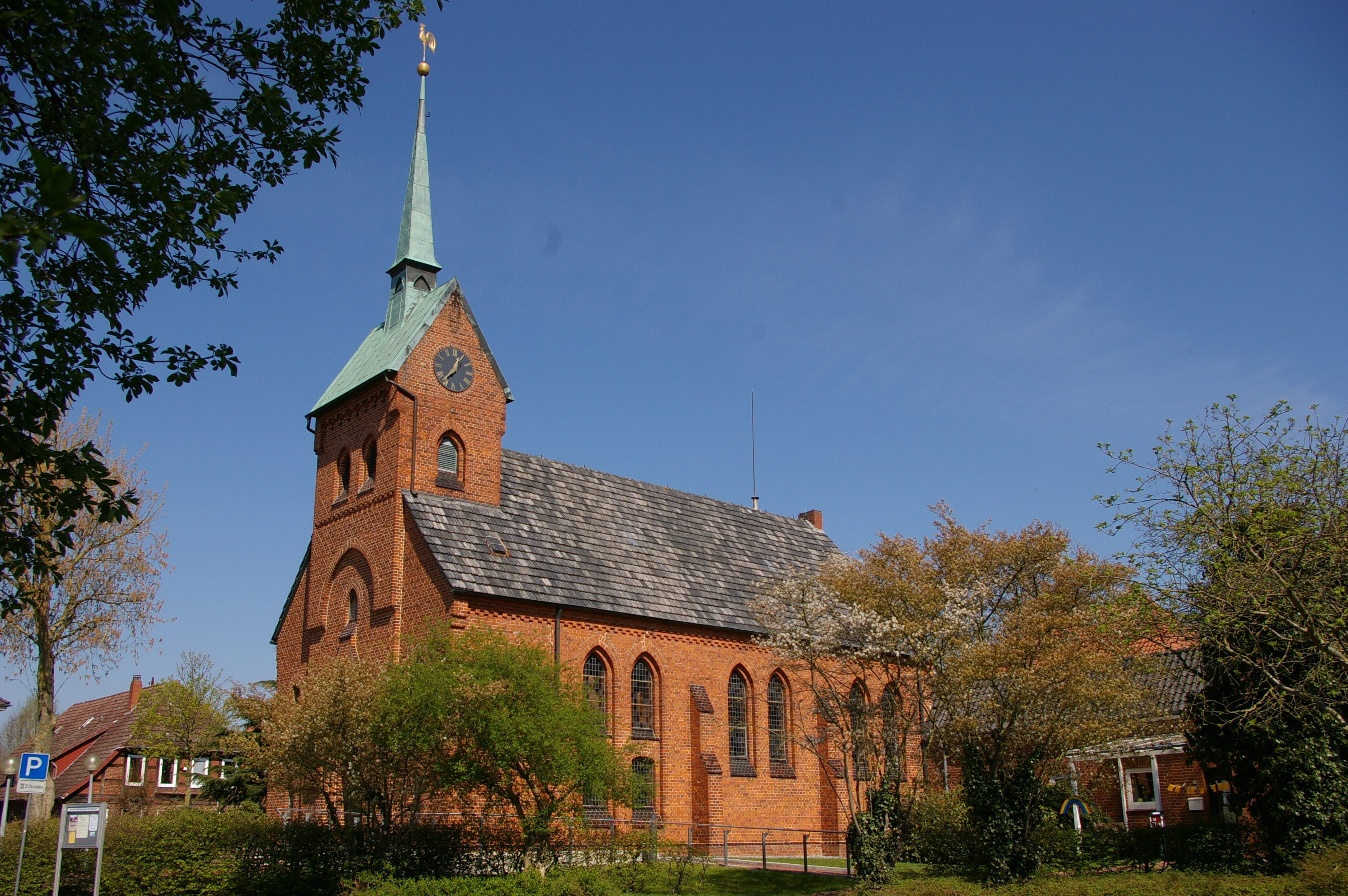
バルトロメウス教会

### 水車・風車

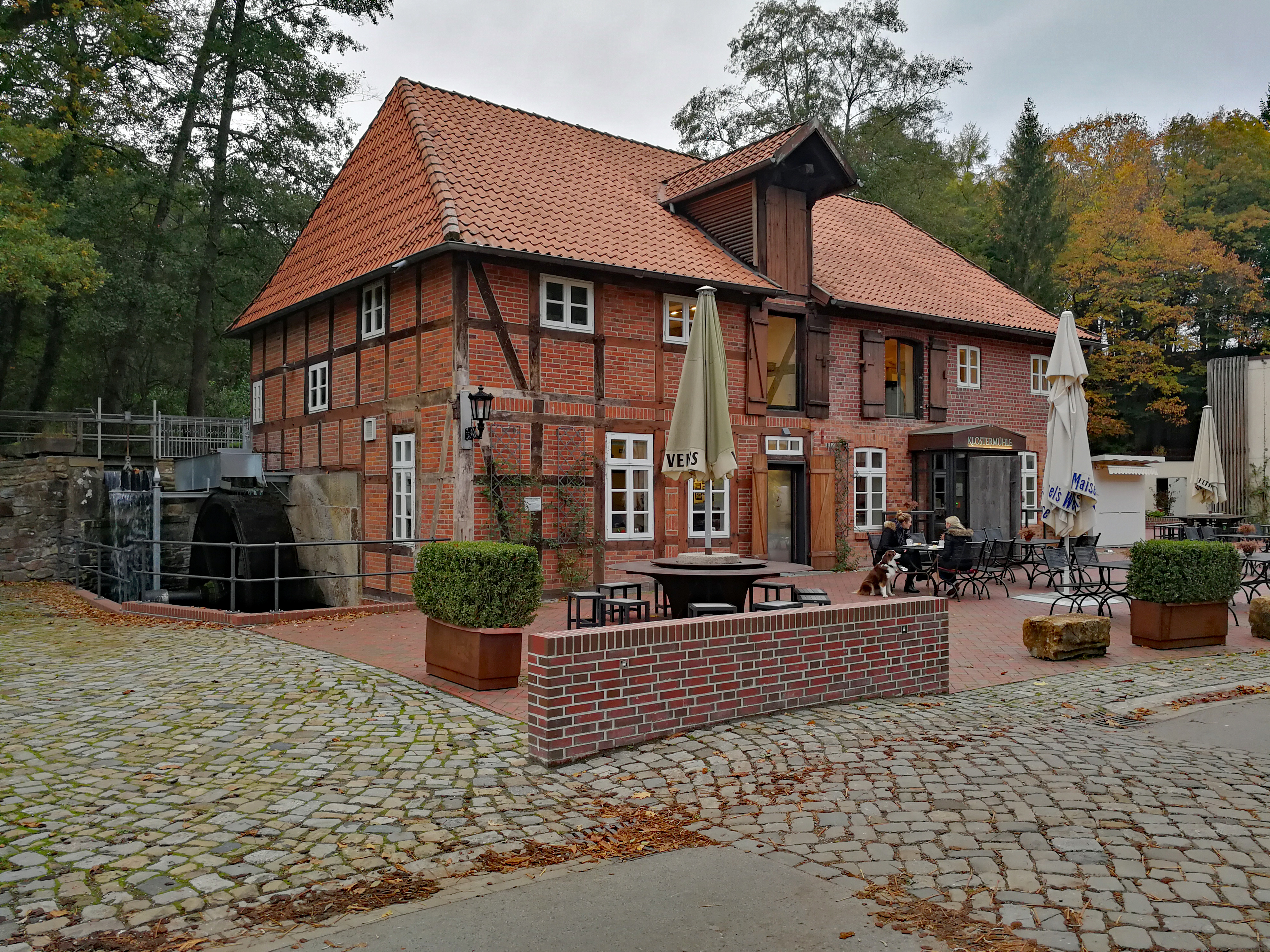
クロスターミューレ・ハイリゲンベルク
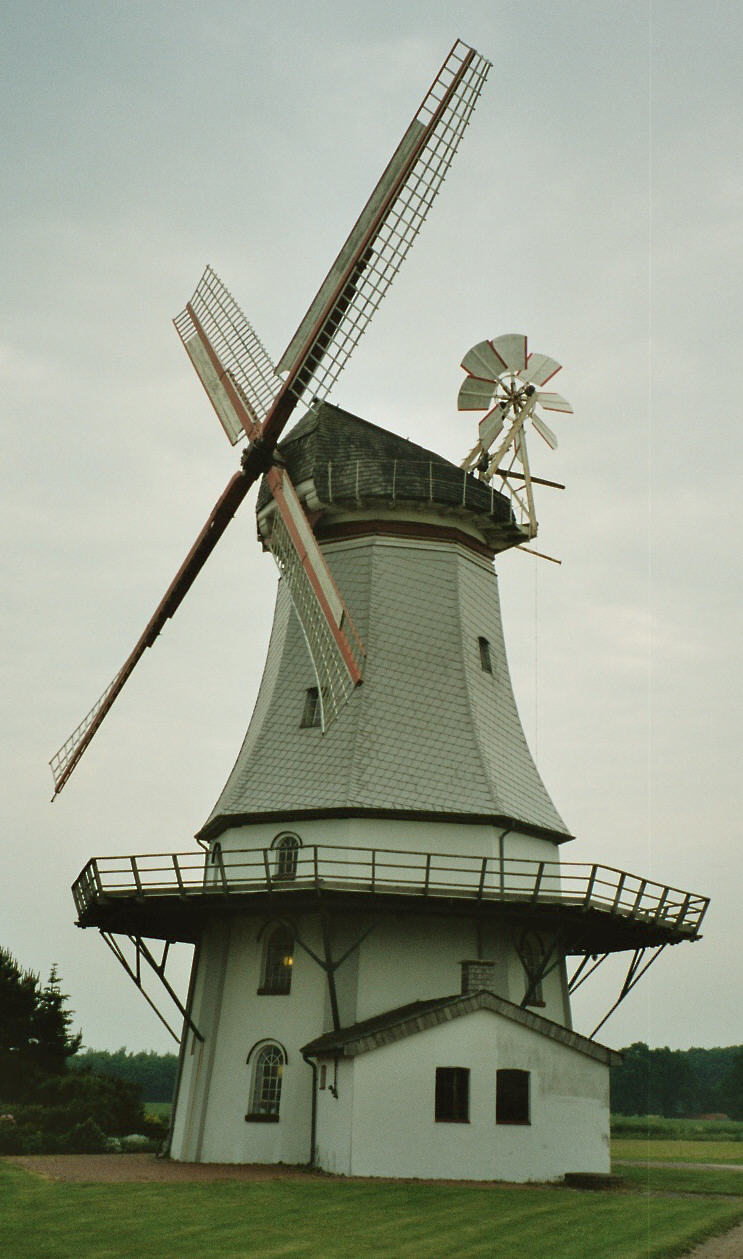
ベームラー風車

- 水車
  - クロスターミューレ・ハイリゲンベルクは、プレモントレ会修道院の水車として建造され、1370年に初めて明確に記録されている。この水車と主導院は1543年に領邦の所有となった。水車は1986年に修復された。1996年の改築後、レストランおよびギャラリースペースのあるホテルとして開業した。
  - ブルーフミューレン水車は、ハイリゲンベルク修道院の下流の水車であった。この水車は上流の水車から数百メートル離れた場所にある。文献上の初出は1532年である。頑丈な基本構造の設置と水車小屋の修復が1749年になされた。この水車は1886年からヒュネーケ家の個人所有となっている。水車は1990年から1991年に修復され、1996年の春まで1日に約3トンの穀物を製粉していた。
- 風車
  - ブルーフハウゼン＝フィルゼン町内のエンゲルン地区にはベールマー風車がある。ザムトゲマインデ・ブルフハウゼン＝フィルゼン内には他に4基の風車がある。

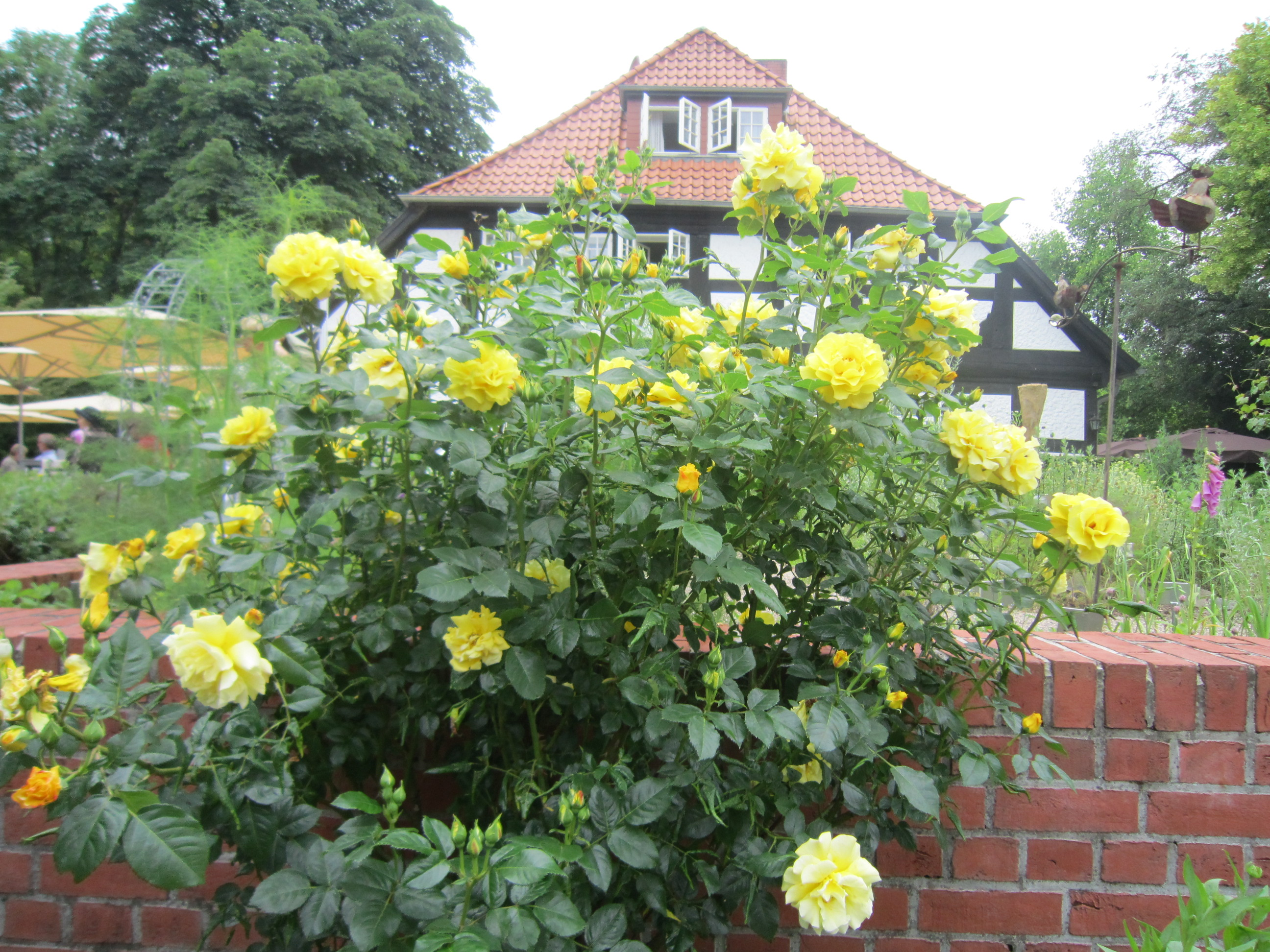
営林署前で開催されるバラフェスティバル

### 公園
ブルーフハウゼン＝フィルゼンには、定期的に音楽イベントが開催されるクアパルクがある、この公園はフィルザー・ホルツに接している。公園内には、フィルゼン生まれの薬剤師で植物学者のダーフィト・ハインリヒ・ホッペを記念する銅板が設置されている。軽便鉄道の北を通る道路はホッペにちなんで命名された。
軽便鉄道の駅の近くに、2007年に親水広場が設けられた。
ハイリゲンベルク営林署近くの、環状の土塁で囲まれた広さ 2.5 ha の場所で、毎年バラフェスティバルが開催される。

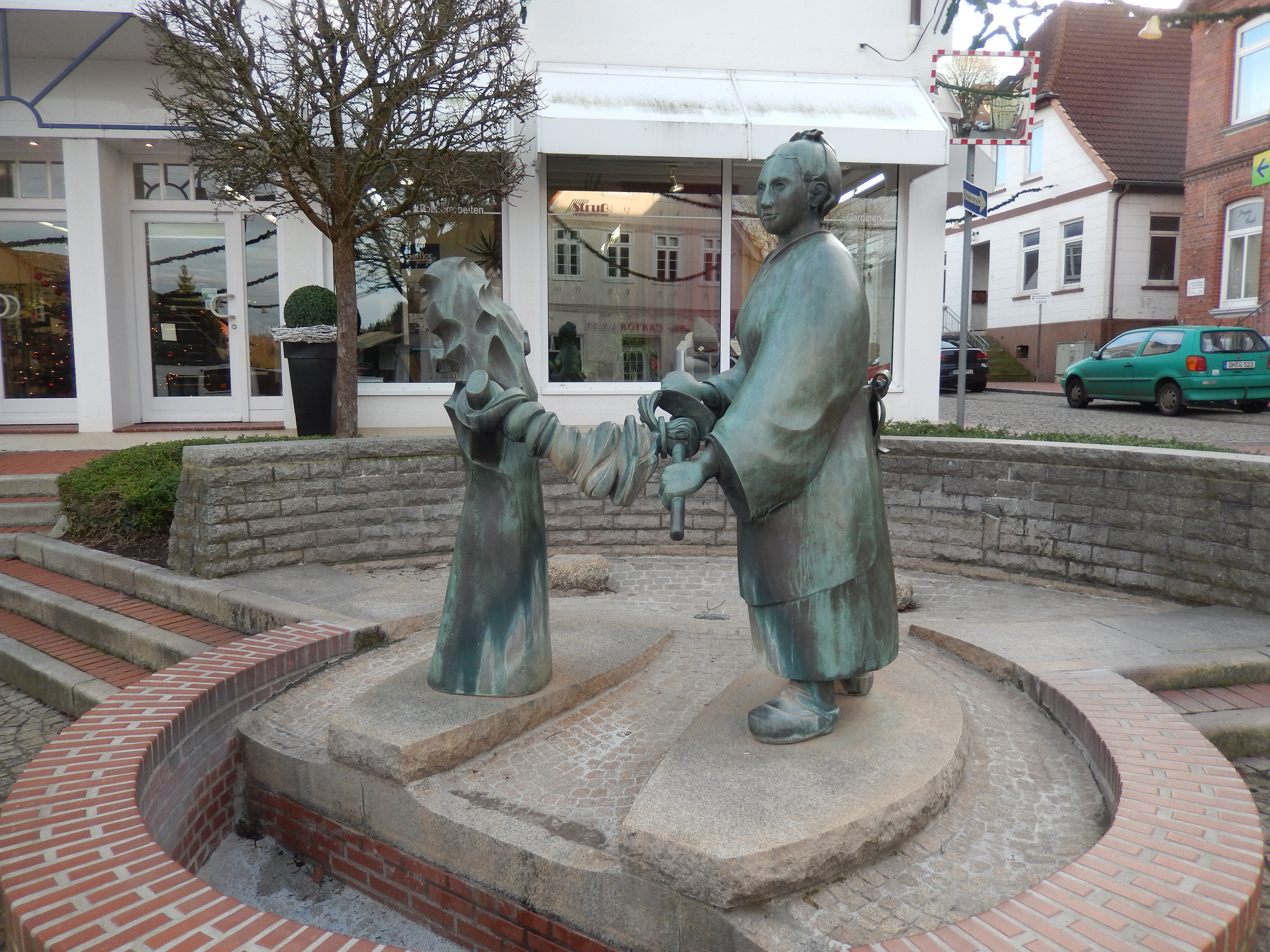
ローベルト・エンダース作の「Die Wringerin」

### 公共スペースの芸術作品
ザムトゲマインデ・ブルーフハウゼン＝フィルゼン全体に、一部はやや隠されたような状態で、ブロンズ製、金属製、レンガ製の様々な像やオブジェクトが点在している。
- フィルゼン地区エンゲルベルク広場: ローベルト・エンダースのブロンズ像「Die Wringerin」（1991年）の泉
- クアパルク: ゲルト・フリードリヒ作「Stele mit Haus」（金属製、2003年）
- ハイリゲンベルク地区クロスターミューレ近く: 芸術の道「クンスト＝ウムヴェーゲ」の一部となっているベルンハルト・ハンツァル作の金属製のオブジェクト
- 営林署前: ライナー・ゼリガー作のオブジェクト「Hang zur Kunst」（レンガ製、1999年）

### 自然文化財
クアパルクの端や周辺では、毎年7月中旬から8月中旬まで大量のラン Epipactis helleborine（カキラン属）が花咲く。

### スポーツ
- SV ブルーフハウゼン＝フィルゼン。サッカークラブ。
- TV ブルーフハウゼン＝フィルゼン。
- TSV ジュゼット。多くの種目がある。
- HSG ブルーフハウゼン＝フィルゼン。ハンドボールクラブ。
- TSG ブルーフハウゼン＝フィルゼン。ダンス部門がある。

## 年中行事
8月最終週のブロクザーのハイラーツマルクトは、伝統的な Junggesellenversteigerung（直訳: 未婚男性のオークション）などのアトラクションが行われる年の市である。最終日には家畜市が開かれる。このイベントはドイツ北西部全域で有名で、ブレーメンのフライマルクト、オルデンブルクのクラーマーマルクト、フェヒタのシュトッペルマルクトに次ぐ、この地域で4番目に大きな世俗祭である。

## 経済と社会資本

### 交通

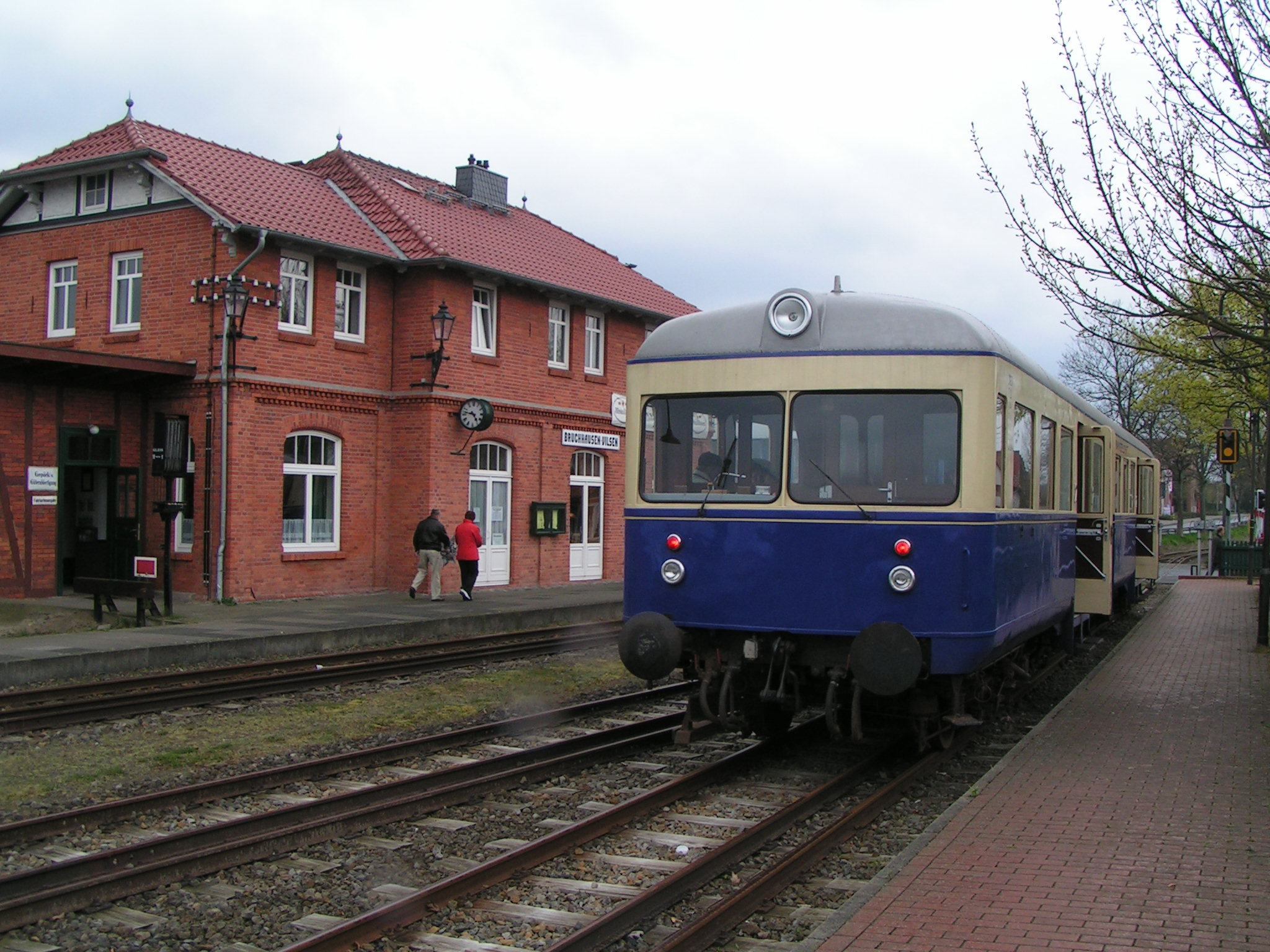
ブルーフハウゼン＝フィルゼン駅に停車中の保存電車

#### 鉄道
ブルーフハウゼン＝フィルゼンには、1899年からグラーフシャフト・ホーヤ交通会社の鉄道アイストルプ - ジーケ線の駅がある。この路線は1972年以降、歴史的な動力車と特別車両による保存鉄道「カフキーカー」がシャトル運行するほかは、貨物列車専用線となっている。ブロクザーのハイマーツマルクト期間中は祝祭広場に停車するシャトル列車も運行される。また、2007年からは、第1、第4日曜日、祝日、およびハイラーツマルクト期間中にはジーケからアイストルプまで列車が往復運転している。さらにブレーメン中央駅への直通運転も行われる。
アーゼンドルフへの貨物列車の運行は1971年に廃止された。この路線では1966年からすでにドイツ鉄道協会の保存列車が運行されていた。この路線は鉄道インフラ企業としてブルーフハウゼン＝フィルゼンにより公的な鉄道インフラとして運営されている。

#### 道路
ブルーフハウゼン＝フィルゼンは、ブレーメンとハノーファーとを結ぶ重要な交通路である連邦道 B6号線沿いに位置している。ドイツ観光街道の1つであるニーダーザクセン・アスパラガス街道がこの町を通っている。

#### 公共旅客近郊交通
VBN のバス路線 150番は、ホーヤからブレーメンまでを結ぶ路線である。

#### 自転車道
アハターツアーは、アイストルプ - ホーヤ - ブルーフハウゼン＝フィルゼンを結ぶ大変人気のある自転車道である。

### 地元企業
- ミネラル飲料メーカーの VILSA ブルネンの本社

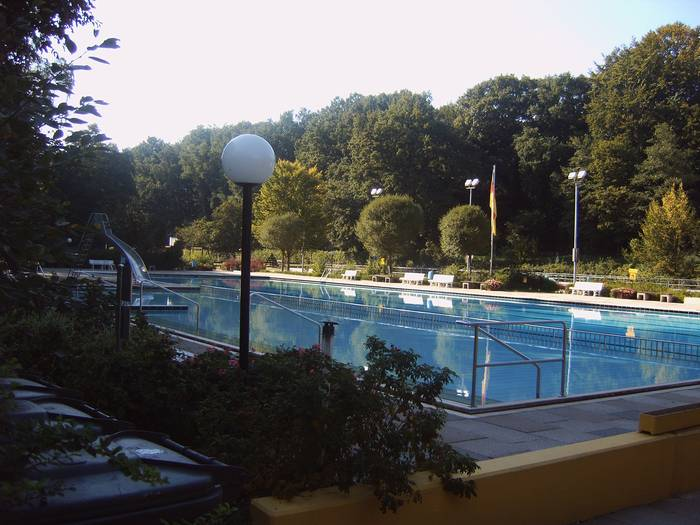
ブルーフハウゼン＝フィルゼンの屋外プール

- 鉄道輸送会社ミッテルヴェーザーバーン

### 公共機関
ブルーフハウゼン＝フィルゼンにはクアパルクと屋外プールがある。2009年初めから学校センターに、主に学校スポーツやクラブのスポーツに利用される多目的ホールを有するメンザが設けられた。この施設は、客席数2,000席までのイベントホールとしても用いられる。

### 教育
ブルーフハウゼン＝フィルゼンには、基礎課程・本課程・実科学校が1校とオーヴァーシュトゥーフェの課程を有するギムナジウムが1校ある。オーヴァーシュトゥーフェの課程を備えたことで急速に増加した生徒数に対応するため新たな校舎が設けられた。この工事は2009年に完成した。この他に、市の学校複合体の近くに自由ヴァルドルフ学園がある。この学校の新校舎は、2010年3月2日に着工された。2010年9月末から新たなヴァルドルフ学園が稼働している。

## 人物

### 出身者
- ダーフィット・ハインリヒ・ホッペ（1760年 -　1846年）薬剤師、植物学者
- オットー・ティーマン（ドイツ語版、英語版）（1890年 - 1952年）第二次世界大戦時の司令官。最終階級は工兵大将

## 関連図書
- Martin Zeiller (1654). “Bruchhausen”. In Matthäus Merian. Topographia Ducatus Brunswick et Lüneburg (= Topographia Germaniae. Band 15) (1 ed.). Frankfurt am Main: Matthaeus Merians Erben. p. 60
- Georg Dehio (1992). “Bruchhausen-Vilsen”. Handbuch der Deutschen Kunstdenkmäler. Bremen Niedersachsen. München / Berlin. pp. 298-. ISBN 978-3-422-03022-0
- Nancy Kratochwill-Gertich (2005). “Bruchhausen[-Vilsen]”. Historisches Handbuch der jüdischen Gemeinden in Niedersachsen und Bremen. Band 1 und 2. Göttingen. pp. 359–363

### 訳註
1. ↑  ドイツ語: Flecken、都市圏の一部を認めかれた比較的大きな町。以下、本項では便宜上「町」と記述する。